# This is How We Do
«This is How We Do» — п'ятий та фінальний сингл четвертого студійного альбому американської поп-співачки Кеті Перрі — «Prism». В США сингл вийшов 26 жовтня 2010. Пісня написана Кеті Перрі, Klas Åhlund та Максом Мартіном; спродюсована Klas Åhlund та Максом Мартіном. Музичне відео зрежисоване Joel Kefali; прем'єра музичного відео відбулась у липні 2014.

## Музичне відео
31 липня 2014 відбулася прем'єра відеокліпу. Відеокліп зрежисовано Джо Кефалі (Joel Kefali).

## Список композицій
Цифрове завантаження
1. This is How We Do — 3:24

## Чарти
Тижневі чарти
| Чарт (2013-2014)                          | Місце |
| ----------------------------------------- | ----- |
| Australian Singles Chart                  | 18    |
| Austrian Singles Chart                    | 14    |
| Belgium (Ultratop 50 Flanders) (Фландрія) | 36    |
| Belgium (Ultratop 50 Wallonia) (Валлонія) | 37    |
| Canada (Canadian Hot 100)                 | 9     |
| Canada AC (Billboard)                     | 15    |
| Canada CHR/Top 40 (Billboard)             | 13    |
| Czech Republic (Rádio Top 100)            | 27    |
| Czech Republic (Singles Digitál Top 100)  | 12    |
| Finland Suomen virallinen lista           | 24    |
| France French Singles Chart               | 41    |
| Germany German Singles Chart              | 34    |
| Irish Singles Chart                       | 31    |
| Israel Media Forest                       | 3     |
| Italian Singles Chart                     | 34    |
| Lebanon (Lebanese Top 20)                 | 15    |
| Netherlands Dutch Top 40                  | 14    |
| Netherlands Single Top 100                | 20    |
| New Zealand Recorded Music NZ             | 13    |
| Scotland (Official Charts Company)        | 25    |
| Slovakia (Singles Digitál Top 100)        | 17    |
| Slovakia (SloTop50)                       | 48    |
| South Korea International Chart           | 73    |
| Swedish Singles Chart                     | 26    |
| Swiss Singles Chart                       | 41    |
| UK Singles (Official Charts Company)      | 33    |
| US Billboard Hot 100                      | 24    |
| US Adult Top 40 (Billboard)               | 22    |
| US Dance Club Songs (Billboard)           | 1     |
| US Mainstream Top 40 (Billboard)          | 15    |
| Venezuela Pop General (Record Report)     | 24    |

## Продажі
| Країна                 | Сертифікація (таблиця продажів та сертифікатів) | Продажі    |
| ---------------------- | ----------------------------------------------- | ---------- |
| Австралія (ARIA)       | Платина                                         | +70,000    |
| Данія (IFPI Denmark)   | Золото (стримінг)                               | +1,300,000 |
| Канада (CRIA)          | Платина                                         | +80,000    |
| Італія (FIMI)          | Золото                                          | +15,000    |
| Норвегія (IFPI Norway) | Платина                                         | +10,000    |
| Швеція (GLF)           | Платина                                         | +40,000    |
| Британія (BPI)         | Срібло                                          | +200,000   |
| США (RIAA)             | Платина                                         | +1,000,000 |

## Історія релізів
| Країна          | Дата           | Формат                                     | Лейбл           | Виноски |
| --------------- | -------------- | ------------------------------------------ | --------------- | ------- |
| США             | 11 серпня 2014 | Hot adult contemporary radio               | Capitol Records | [ 1 ]   |
| США             | 11 серпня 2014 | Rhythmic contemporary radio                | Capitol Records | [ 2 ]   |
| США             | 12 серпня 2014 | Contemporary hit radio                     | Capitol Records | [ 3 ]   |
| Велика Британія | 14 серпня 2014 | Contemporary hit radio                     | Capitol Records | [ 4 ]   |
| Фінляндія       | 25 серпня 2014 | Цифрове завантаження (ремікс із Riff Raff) | Capitol Records | [ 5 ]   |
| Німеччина       | 25 серпня 2014 | Цифрове завантаження (ремікс із Riff Raff) | Capitol Records | [ 6 ]   |
| США             | 25 серпня 2014 | Цифрове завантаження (ремікс із Riff Raff) | Capitol Records | [ 7 ]   |
| Італія          | 5 вересня 2014 | Contemporary hit radio                     | Capitol Records | [ 8 ]   |